# أليكسي كيسيليوف
أليكسي كيسيليوف (بالروسية: Киселёв, Алексей Иванович)‏ (17 مارس 1938 – 19 يونيو 2005) هو ملاكم من الاتحاد السوفيتي راحل، مثّل بلاده في الألعاب الأولمبية الصيفية في دورتي 1964 و1968.

## روابط خارجية
أليكسي كيسيليوف على موقع بوكس ريك (الإنجليزية) (registration required)
- أليكسي كيسيليوف على موقع اللجنة الأولمبية الدولية (الإنجليزية)
- أليكسي كيسيليوف على موقع أوليمبيديا (الإنجليزية)